# Prodan Prodanow
Prodan Kirjakow Prodanow (bulgarisch Продан Киряков Проданов; * 23. August 1933 in Burgas; † 20. Dezember 2009 ebenda) war ein bulgarischer Politiker und Bürgermeister seiner Heimatstadt Burgas.
Prodanow wurde im Mai 1991 bei den die ersten demokratischen Kommunalwahlen der Neuzeit in Bulgarien von der Liste der Union der Demokratischen Kräfte zum Bürgermeister gewählt. Sein Mandat, das er im April des gleichen Jahres antrat, endete im November 1995 und war von politischer Konfrontation mit den ehemaligen Machthabern und finanziellen Problemen geprägt. Prodanow wurde bei den Kommunalwahlen 1995 vom Kandidaten der Ex-Kommunisten Joan Kostadinow, die auch die Zentralregierung stellten, geschlagen.